# Synagoge (Neustadt in Oberschlesien)
Koordinaten: 50° 19′ 15,6″ N, 17° 34′ 37,2″ O

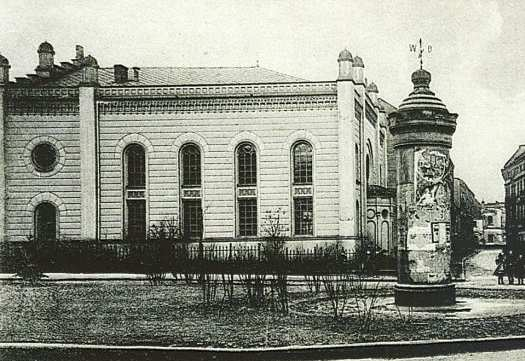
Die Neustädter Synagoge um 1910

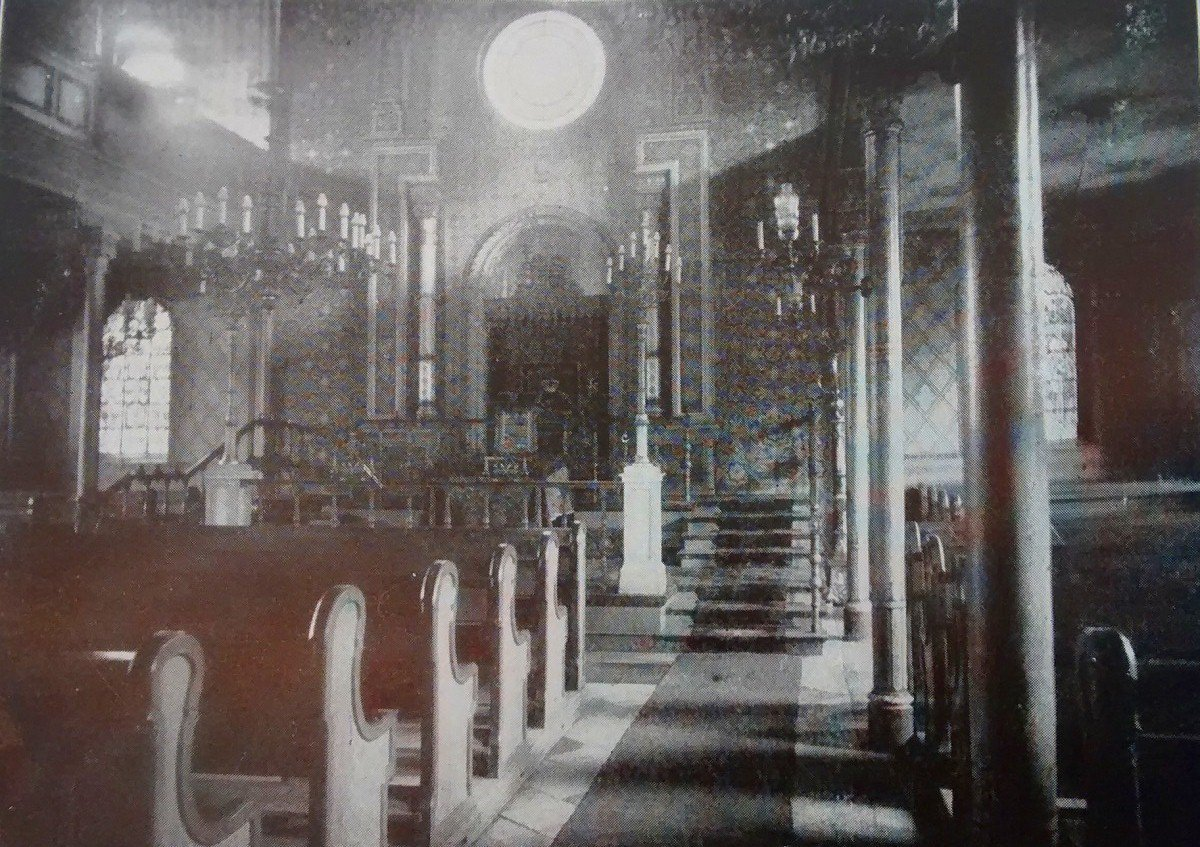
Innenansicht

Die Synagoge in Neustadt in Oberschlesien (heute Prudnik) wurde 1877 errichtet. Sie lag in der damaligen Hindenburgstraße (heute Tadeusz-Kościuszko-Straße). Die Synagoge wurde von dem Textilunternehmer Samuel Fränkel (1801–1881) finanziert, dessen Unternehmen Fränkel größter Arbeitgeber in Neustadt in Oberschlesien war.
In der Reichspogromnacht am 9. November 1938 wurde die Synagoge von Nazi-Schergen niedergebrannt. Die Ruine wurde abgetragen, nicht zuletzt, weil das jüdische Leben durch Vertreibung und Deportation/Ermordung praktisch ausgelöscht war. Heute gehört die Stadt zu Polen.